# Shapinsay
Shapinsay é uma das ilhas do arquipélago de Órcades, na costa norte da Escócia. Há uma vila na ilha, Balfour, onde a balsa de veículos chamada de Supercargueiro Ro-Ro navega até a cidade de Kirkwall, capital do arquipélago na ilha Mainland. O Castelo Balfour, construído em estilo escocês baronial, é uma das características mais proeminentes da ilha, uma lembrança de dominação da família Balfour em Shapinsay durante os séculos XVIII e XIX, os Balfours transformaram a vida na ilha através da introdução de novas técnicas agrícolas. Outros monumentos incluem uma pedra em pé (standing stone), uma torre (broch) da Idade do Ferro, um área subterrâneo.
Com uma área de 29,5 quilômetros quadrados (11,4 milhas quadradas), Shapinsay é a oitavo maior ilha no arquipélago de Órcades. É de baixa altitude e fértil, consequentemente, a maior parte da área está entregue à agricultura. Shapinsay tem duas reservas naturais e é notável pelas aves.
Segundo o censo de 2001, Shapinsay tem uma população de 300 pessoas. A economia da ilha é baseada principalmente na agricultura, com exceção de algumas poucas empresas de pequeno porte que são em grande parte ligada ao turismo. Os planos para a construção de uma turbina eólica estão sob consideração.